# Brunei na Letnich Igrzyskach Olimpijskich 2000
Brunei na Letnich Igrzyskach Olimpijskich 2000 reprezentowało dwóch zawodników.

## Skład kadry

### Lekkoatletyka
- Haseri Asli - bieg na 100 m mężczyzn (odpadł w 1 rundzie eliminacji)

### Strzelectwo
- Abdul Hakeem Jefri Bolkiah